# Michael Roos
Michael Roos (Taebla, 5 ottobre 1982) è un ex giocatore di football americano statunitense che ha giocato nel ruolo di offensive tackle per tutta la carriera con i Tennessee Titans della National Football League.
Fu scelto nel corso del secondo giro del Draft NFL 2005. Al college ha giocato a football a Eastern Washington.

## Carriera professionistica

### Tennessee Titans
Inizialmente come una scelta all'inizio del terzo giro, Roos fu chiamato con la nona scelta del secondo giro del draft 2005 dai Titans. Questo lo rese il primo giocatore della Division I-AA ad'essere scelto in quella stagione e la più alta scelta di sempre dall'Università di Eastern Washington.
Nel 2008, Roos fu convocato per il suo primo Pro Bowl ed inserito nel First-Team All-Pro. Il 26 aprile 2008 firmò un'estensione contrattuale della durata di 6 anni per 43 milioni di dollari coi Tennessee Titans.
Nelle stagioni 2009 e 2011 fu nuovamente inserito nella formazione ideale della stagione All-Pro. Nel 2012 saltò la prima partita in otto anni di carriera, mentre nella successiva tornò a giocare tutte le 16 gare della stagione regolare. Dopo avere disputato solamente 5 partite nel 2014, il 26 febbraio 2015 Roos annunciò il proprio ritiro.

## Palmarès
- Convocazioni al Pro Bowl: 1

2008
- All-Pro: 3

2008, 2009, 2011

## Statistiche
| Partite totali      | 148 |
| Partite da titolare | 148 |